# Avenida 16 de julio
La avenida 16 de julio (en catalán Avinguda 16 de juliol) es una avenida situada en la ciudad de Palma de Mallorca, capital de las Islas Baleares, en España.
Su nombre hace referencia al 16 de julio de 1964, día en que fue fundada ASIMA (Asociación de Industriales de Mallorca), institución que promovió la construcción de los polígonos industriales de Palma de Mallorca. La avenida está situada en el Polígono industrial de Son Castelló y lo atraviesa de lado a lado. Tiene una longitud total de 2000 metros.

## Transporte
En autobús queda conectado mediante las siguientes líneas de la EMT: 
| Línea | Trayecto                  | Recorrido | Frecuencia |
| ----- | ------------------------- | --------- | ---------- |
| 11    | Sindicato - La Indiotería | Recorrido | 20 minutos |